# Liste der Kulturgüter in Winterthur/Kreis 7
Die Liste der Kulturgüter in Winterthur/Kreis 7 enthält alle Objekte im Kreis 7 (Mattenbach) in Winterthur, die gemäss der Haager Konvention zum Schutz von Kulturgut bei bewaffneten Konflikten, dem Bundesgesetz vom 20. Juni 2014 über den Schutz der Kulturgüter bei bewaffneten Konflikten sowie der Verordnung vom 29. Oktober 2014 über den Schutz der Kulturgüter bei bewaffneten Konflikten unter Schutz stehen. Kommunale Denkmalschutzobjekte der Stadt Winterthur werden in dieser Liste nicht aufgeführt.
Objekte der Kategorien A und B sind vollständig in der Liste enthalten, Objekte der Kategorie C fehlen zurzeit (Stand: 1. Januar 2022). Unter übrige Baudenkmäler sind weitere geschützte Objekte zu finden, die im Verzeichnis der Objekte von überkommunaler Bedeutung der kantonalen Denkmalpflege zu finden und nicht bereits in der Liste der Kulturgüter enthalten sind.

## Kulturgüter
| Foto |                                                                                                | Objekt                                                             | Kat. | Typ | Standort | Beschreibung |
| ---- | ---------------------------------------------------------------------------------------------- | ------------------------------------------------------------------ | ---- | --- | --- | ------------ |
| ja   | Datei hochladen · Wikidata zu Sammlung Hahnloser in der Villa Flora (Q56229813)                | Sammlung Hahnloser in der Villa Flora KGS-Nr.: 8459                | A    | S   | Tösstalstrasse 42–44 697711 / 261437 |              |
| ja   | Datei hochladen · Wikidata zu Fotostiftung Schweiz (Q18643284)                                 | Fotostiftung Schweiz KGS-Nr.: 8475                                 | A    | S   | Grüzenstrasse 45 697931 / 261371 |              |
| ja   | Datei hochladen · Wikidata zu Fotomuseum Winterthur (Q1350100)                                 | Fotomuseum Winterthur KGS-Nr.: 8476                                | A    | S   | Grüzenstrasse 44 697976 / 261416 |              |
| ja   | Datei hochladen · Wikidata zu Siedlungen Weberstrasse / Unterer Deutweg mit Gärten (Q29933456) | Siedlungen Weberstrasse / Unterer Deutweg mit Gärten KGS-Nr.: 7814 | B    | G   | Unterer Deutweg 12–20 und 60–82 Oberer Deutweg 12–42, Weberstrasse 12–42 Färberstrasse 2–6, Obere Gerberstrasse 1–3 Mittlere Gerberstrasse 2–16, Untere Gerberstrasse 1–15 Untere Schleifestrasse 1–11 und 2–4, Obere Schleifestrasse 1–12 698004 / 261166 |              |
| ja   | Datei hochladen · Wikidata zu Zeughaus 1 (Q29933499)                                           | Zeughaus KGS-Nr.: 9093                                             | B    | G   | Zeughausstrasse 50 697640 / 261168 |              |
| ja   | Datei hochladen · Wikidata zu Villa Flora (Q684556)                                            | Villa Flora mit Ökonomiegebäude und Gartenanlage KGS-Nr.: 16665    | B    | G   | Tösstalstrasse 42–44 Obermühlestrasse 3 697701 / 261447 |              |
| ja   | Datei hochladen · Wikidata zu Eschenbergturm (Q1366998)                                        | Aussichtsturm Eschenberg KGS-Nr.: 16572                            | B    | G   | Schneisenstrasse / Turmfussweg 697702 / 259729 |              |

## Übrige Baudenkmäler
| ID             | Foto | | Objekt                                                           | Kat.    | Typ | Standort | Beschreibung |
| -------------- | ---- | --- | ---------------------------------------------------------------- | ------- | --- | --- | ------------ |
| 23200088       | ja   | Datei hochladen · Wikidata zu Ensemble Adlergarten, Wohnhaus «Fortuna» (Q123309683)                         | Adlergarten (Wohnhaus Fortuna)                                   | B kant. | G   | Adlerstrasse 2 697810 / 261446 |              |
| 232WASCH00088  | ja   | Datei hochladen · Wikidata zu Ensemble Adlergarten, Ehem. Gewächs-/Waschhaus (Q123309509)                   | Adlergarten (Gewächshaus)                                        | B kant. | G   | Adlerstrasse 2 697781 / 261441 |              |
| 232PARK00088   |      | Datei hochladen · Wikidata zu Ensemble Adlergarten, Parkanlage (Q123309249)                                 | Adlergarten (Parkanlage)                                         | B kant. | G   | Adlerstrasse 2 697832 / 261492 |              |
| 23200089       | ja   | Datei hochladen · Wikidata zu Ensemble Adlergarten, Ehem. Ökonomiegebäude (Q123309330)                      | Adlergarten (Ökonomiegebäude)                                    | B kant. | G   | Adlerstrasse 2 697760 / 261449 |              |
| 23200089       | ja   | Datei hochladen · Wikidata zu Ensemble Adlergarten, Pavillon (Q123309772)                                   | Adlergarten (Pavillon)                                           | B kant. | G   | Adlerstrasse 2 697861 / 261469 |              |
| 232GARTEN113   | ja   | Datei hochladen · Wikidata zu Ensemble Villa Flora, Gartenanlage (Q123309589)                               | Villa Flora (Parkanlage)                                         | B kant. | G   | Obermühlestrasse 3 bei 697681 / 261409 |              |
| 23200114       | ja   | Datei hochladen · Wikidata zu Ensemble Villa Flora, Ehem. Ökonomiegebäude (Q123309588)                      | Villa Flora (Ökonomiegebäude)                                    | B kant. | G   | Obermühlestrasse 3 697681 / 261409 |              |
| 232UMGEBU00945 |      | Datei hochladen · Wikidata zu Arbeiterhäuser Sidi (Q123237831)                                              | Arbeiterhäuser «Sidi»                                            | B kant. | G   | Grüzenstrasse 28-42, Töpferstrasse 1-11 698021 / 261439 |              |
| 23201842       | ja   | Datei hochladen · Wikidata zu Arbeiterwohnhaus Oberer Deutweg 41 (Q123309157)                               | Wohnhaus Arbeitersiedlung Deutweg                                | B reg.  | G   | Oberer Deutweg 41 698320 / 261261 |              |
| 23201843       | ja   | Datei hochladen · Wikidata zu Arbeiterwohnhaus Hörnlistrasse 1 (Q123309698)                                 | Wohnhaus Arbeitersiedlung Deutweg                                | B reg.  | G   | Hörnlistrasse 1 698325 / 261254 |              |
| 23203869       |      | Datei hochladen · Wikidata zu Arbeiterwohnhäuser Deutweg, Schopf (Q123309522)                               | Wohnhaus Arbeitersiedlung Deutweg (Schopf)                       | B reg.  | G   | Hörnlistrasse 1 698349 / 261266 |              |
| 232GARTEN01842 |      | Datei hochladen · Wikidata zu Arbeiterwohnhäuser Deutweg, Gärten (Q123309787)                               | Wohnhaus Arbeitersiedlung Deutweg (Gärten)                       | B reg.  | G   | Hörnlistrasse 1 698333 / 261269 |              |
| 23202644       | ja   | Datei hochladen · Wikidata zu Zeughaus Ost, ehem. Zeughaus 2 BB und 3 BC (Q123309221)                       | ehem. Zeughaus 2 BB und 3 BC                                     | B kant. | G   | Zeughausstrasse 54 697669 / 261199 |              |
| 232BUNKER01908 | ja   | Datei hochladen · Wikidata zu Kegelbunker (Q123309587)                                                      | Betonbunker                                                      | B kant. | G   | Zeughausstrasse 52 697687 / 261104 |              |
| 232UMGEBU03615 |      | Datei hochladen · Wikidata zu Selbsthilfe-Kolonie (Q123237832)                                              | «Selbsthilfe-Kolonie»                                            | B kant. | G   | Eigenheimweg 1-79, Gipserweg 1–17, Grüzefeldstrasse 6-20, Hafnerweg 2-16, Malerweg 2-16, Maurerweg 2-16, Schreinerweg 2-16, Spenglerweg 1-29, Zimmererweg 2-16 698396 / 261499 |              |
| 232UMGEBU07245 |      | Datei hochladen · Wikidata zu Überbauung Grüzefeld (Q123237837)                                             | Wohnüberbauung Grüzefeld                                         | B kant. | G   | Hulfteggstrasse 35-47, Strahleggstrasse 71, Strahleggweg 1-30 699015 / 261094                                                                                                  |              |
| 230UMGEBU07255 |      | Datei hochladen · Wikidata zu Schul- und Kindergartenanlage Gutschick, Umgebungsgestaltung (Q123309798)     | Schulanlage Gutschick (Umgebungsgestaltung)                      | B reg.  | G   | Scheideggstrasse 1 bei 698759 / 260976 |              |
| 23207255       | ja   | Datei hochladen · Wikidata zu Schul- und Kindergartenanlage Gutschick, Doppelschulhauspavillon (Q123309712) | Schulanlage Gutschick (Schulhaus 1)                              | B reg.  | G   | Scheideggstrasse 1 698747 / 260966 |              |
| 23207256       | ja   | Datei hochladen · Wikidata zu Schul- und Kindergartenanlage Gutschick, Singsaal (Q123309457)                | Schulanlage Gutschick (Singsaal)                                 | B reg.  | G   | Scheideggstrasse 1 698719 / 260896 |              |
| 23207257       | ja   | Datei hochladen · Wikidata zu Schul- und Kindergartenanlage Gutschick, Schulhauspavillon (Q123309456)       | Schulanlage Gutschick (Schulhaus 2)                              | B reg.  | G   | Scheideggstrasse 1 698693 / 260935 |              |
| 23207258       | ja   | Datei hochladen · Wikidata zu Schul- und Kindergartenanlage Gutschick, Kindergarten (Q123309352)            | Schulanlage Gutschick (Kindergarten)                             | B reg.  | G   | Scheideggstrasse 1 698779 / 261005 |              |
| 23207321       | ja   | Datei hochladen · Wikidata zu Schul- und Kindergartenanlage Gutschick, Turnhalle 2 (Q123309351)             | Schulanlage Gutschick (Turnhalle 2)                              | B reg.  | G   | Scheideggstrasse 1 698679 / 260962 |              |
| 23207322       | ja   | Datei hochladen · Wikidata zu Schul- und Kindergartenanlage Gutschick, Turnhalle 1 (Q123309623)             | Schulanlage Gutschick (Turnhalle 1)                              | B reg.  | G   | Scheideggstrasse 1 698705 / 260989 |              |
| 232STEG00001   |      | Datei hochladen · Wikidata zu Spinnerei-Bühler-Dienst-Steg (Q96592324)                                      | Dienststeg (zur Hälfte auf Gemeindegebiet von Illnau-Effretikon) | B reg.  | G   | Dammweg 698826 / 257639 |              |
| 232WEG01765    | ja   | Datei hochladen · Wikidata zu Turmfussweg (Q123309501)                                                      | Turmfussweg                                                      | B reg.  | G   | Turmfussweg 697655 / 259649 |              |
|                | ja   | Datei hochladen · Wikidata zu Seilerei Kislig (Q108870453)                                                  | Seilerei Kislig                                                  | C       | G   | Breitestrasse 18 697501 / 260765 |              |
|                | ja   | Datei hochladen · Wikidata zu Hörnlistrasse 16 (Q123170248)                                                 | Hörnlistrasse 16                                                 | C       | G   | Hörnlistrasse 16 698414 / 261096 |              |
|                |      | Datei hochladen · Wikidata zu ehem. Tramdepot Deutweg (Urhalle) (Q123170021)                                | Depot Deutweg (ehem. Tramdepot (Urhalle))                        | C       | G   | Tösstalstrasse 86 698213 / 261057 |              |
|                |      | Datei hochladen · Wikidata zu Verwaltungs- und Bürogebäude (Tösstalstrasse 86) (Q123170197)                 | Depot Deutweg (Verwaltungs- und Bürogebäude)                     | C       | G   | Tösstalstrasse 86 698220 / 261096 |              |
|                | ja   | Datei hochladen · Wikidata zu Tösstalstrasse 185 (Q123170284)                                               | Tösstalstrasse 185                                               | C       | G   | Tösstalstrasse 185 699006 / 260581 |              |
|                |      | Datei hochladen · Wikidata zu Siedlung Mühlebrückstrasse (Q123169674)                                       | Siedlung Mühlebrückstrasse                                       | C       | G   | Mühlebrückstrasse 2-14, Scherrerstrasse 10&12, St. Gallerstrasse 64-76, Baderstrasse 15&17 698263 / 261611                                                                     |              |
|                |      | Datei hochladen · Wikidata zu Arbeitersiedlung Geiselweid (Q105943216)                                      | Arbeitersiedlung Geiselweid                                      | C       | G   | Mühlebrückstrasse 9-17, Pflanzschulstrasse 20&22, Schauenbergstrasse 8, Hermannstrasse 4&7, Scherrerstrasse 5 698173 / 261535                                                  |              |
|                |      | Datei hochladen · Wikidata zu Zwinglikirche (Q55412604)                                                     | Reformierte Zwinglikirche mit Pfarrhaus und Kirchgemeindesälen   | C       | G   | Zwinglistrasse 2 698092 / 261078 |              |

Legende: Im Wesentlichen siehe Legende der Liste der Kulturgüter von nationaler und regionaler Bedeutung, mit folgenden Ausnahmen:
- Anstelle der KGS-Nummer wird als Objekt-Identifikator (ID) die Inventarnummer im Verzeichnis der Objekte von überkommunaler Bedeutung des kantonalen Denkmalschutzamtes verwendet.
- Bei den Kategorien wird wie folgt unterschieden: B kant. = Objekt von kantonaler Bedeutung (Kanton Zürich); B reg. = Objekt von regionaler Bedeutung (Kanton Zürich).